# Bobbie Phillips
Bobbie Phillips (ur. 29 stycznia 1968 w Charleston) – amerykańska aktorka filmowa i telewizyjna, scenarzystka.
Bobby Phillips mieszkała w Charleston przez pierwsze 19 lat swojego życia. Już jako dziecko występowała w teatrze Dock Street w rodzinnym mieście. Inny słynny wychowanek Dock Street Thomas Gibson, również pochodzi z Charleston. Phillips i Gibson później pracowali razem w serialu Dharma i Greg.
W 1991 roku przeniosła się do Hollywood, gdzie w tym samym roku rozpoczęła swoją karierę filmową. Phillips zadebiutowała na dużym ekranie w kontrowersyjnym Showgirls. Zagrała w serialach telewizyjnych, m.in. popularnych na całym świecie: Świat według Bundych, Słoneczny patrol, Z Archiwum X, oraz w filmach fabularnych, musicalach, aż do czasu przerwania kariery w 2004 (ostatnim filmem był sensacyjny Last Flight Out, w którym zagrała lekarza misjonarza). Wróciła do pracy w filmie w 2014.
Phillips jest również zaangażowana w akcję ratowania zwierząt na całym świecie.

## Filmografia
Role filmowe:
- TC 2000 (1993) jako Zoey Kinsella
- Strefa wpływów (1993) jako pierwsza kobieta
- Śmiertelna sesja zdjęciowa (1993) jako Hetty Barnett
- Zwierzęcy instynkt 2 (1994) jako kelnerka
- Czcij ojca swego i matkę swoją (1994) jako Jamie Pisarcik
- W służbie sprawiedliwości (1994) jako Helen
- Szalone kłopoty (1994) jako Buffer Bidwell
- Showgirls (1995) jako Dee
- Uderzenie lwa (1995) jako Kelly
- Przylądek (1996) jako Barbara de Santos
- Zbuntowany klon (1998) jako Kam
- Zbuntowany klon 2 (1999) jako Kam
- Wirtualny seks (2000) jako Raquel
- Zbuntowany klon 3 (2000) jako Kam
- Last Flight Out (2004) Dr Anne Williams

Role w serialach TV:
- Świat według Bundych (1991–1992) jako Jill/Kara (gościnnie)
- Słoneczny patrol (1992, 1994) jako Kim
- Matlock (1992) jako Lisa Loomis (gościnnie)
- Z Archiwum X (1996) jako dr Bambi Berenbaum (gościnnie)
- Morderstwo (1995–1996) jako Julie Costello
- Gwiezdne wrota (1997) jako Kynthia
- Kruk: Droga do nieba (1999) jako Hannah Foster (gościnnie)
- Misja w czasie (2001) jako Raven (gościnnie)
- Dharma i Greg (2001) jako Anna (gościnnie)